# Водао
Водао (кит. упр. 倭刀, пиньинь wōdāo, палл. японский нож или меч) — китайский меч, короткий, но тяжёлый, уменьшенный аналог чжаньмадао. Был на вооружении в китайских частях маньчжурских войск. Общая длина 1030—1130 мм, длина клинка 780—860 мм. Использовался ещё в 1920-е годы. «Во» в названии означает по-китайски «японский».